# Edificio de Domingo Borrego (Salamanca)

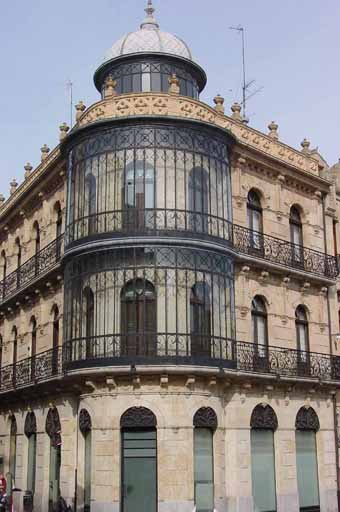
Chaflán del edificio

El Edificio de Domingo Borrego es una construcción modernista situada en la esquina calle Pozo Amarillo con la plaza del Mercado de Salamanca.
El proyecto es obra de Cecilio González-Domingo de 1909, quien diseñó un mirador circular haciendo juego con un pabellón cupuliforme del ático. El empleo del hierro y del cristal produce un efecto de ligereza. Las labras decorativas de la piedra se extienden por el resto de los parámetros alcanzando mayor densidad en la zona próxima a la cornisa donde se sitúa la crestería calada habitual en los diseños del arquitecto.. Las dovelas, las ménsulas y los frisos son objeto de una decoración minuciosa que tiene como objeto captar la mirada del espectador y despertar su goce sensual inmediato.
La distribución interior fue realizada, por fallecimiento del arquitecto en 1912, por su colaborador Joaquín de Vargas Aguirre.
Tras ser adquirido por el Ayuntamiento, el edificio fue totalmente restaurado y adaptado para su uso como Patronato Municipal de Vivienda y Urbanismo.